# Sainte-Colombe-sur-Gand
Sainte-Colombe-sur-Gand és un municipi francès situat al departament del Loira i a la regió d'Alvèrnia-Roine-Alps. L'any 2007 tenia 417 habitants.

## Demografia

### Població
El 2007 la població de fet de Sainte-Colombe-sur-Gand era de 417 persones. Hi havia 168 famílies de les quals 44 eren unipersonals (12 homes vivint sols i 32 dones vivint soles), 52 parelles sense fills, 60 parelles amb fills i 12 famílies monoparentals amb fills.
La població ha evolucionat segons el següent gràfic:
Habitants censats

### Habitatges
El 2007 hi havia 235 habitatges, 175 eren l'habitatge principal de la família, 28 eren segones residències i 32 estaven desocupats. 220 eren cases i 14 eren apartaments. Dels 175 habitatges principals, 141 estaven ocupats pels seus propietaris, 30 estaven llogats i ocupats pels llogaters i 4 estaven cedits a títol gratuït; 8 tenien dues cambres, 19 en tenien tres, 59 en tenien quatre i 89 en tenien cinc o més. 124 habitatges disposaven pel capbaix d'una plaça de pàrquing. A 84 habitatges hi havia un automòbil i a 75 n'hi havia dos o més.

### Piràmide de població
La piràmide de població per edats i sexe el 2009 era:
| Homes | Edats   | Dones |
| ----- | ------- | ----- |
| 0     | 95 o +  | 0     |
| 0     | 90 a 94 | 0     |
| 0     | 85 a 89 | 8     |
| 0     | 80 a 84 | 0     |
| 4     | 75 a 79 | 8     |
| 12    | 70 a 74 | 12    |
| 16    | 65 a 69 | 4     |
| 12    | 60 a 64 | 12    |
| 8     | 55 a 59 | 8     |
| 24    | 50 a 54 | 28    |
| 24    | 45 a 49 | 24    |
| 8     | 40 a 44 | 16    |
| 12    | 35 a 39 | 8     |
| 8     | 30 a 34 | 8     |
| 16    | 25 a 29 | 12    |
| 4     | 20 a 24 | 16    |
| 16    | 15 a 19 | 32    |
| 16    | 10 a 14 | 12    |
| 8     | 5 a 9   | 4     |
| 4     | 0 a 4   | 12    |

## Economia
El 2007 la població en edat de treballar era de 262 persones, 190 eren actives i 72 eren inactives. De les 190 persones actives 174 estaven ocupades (96 homes i 78 dones) i 16 estaven aturades (6 homes i 10 dones). De les 72 persones inactives 27 estaven jubilades, 14 estaven estudiant i 31 estaven classificades com a «altres inactius».

### Ingressos
El 2009 a Sainte-Colombe-sur-Gand hi havia 178 unitats fiscals que integraven 437,5 persones, la mediana anual d'ingressos fiscals per persona era de 15.071 €.

### Activitats econòmiques
Dels 17 establiments que hi havia el 2007, 1 era d'una empresa extractiva, 1 d'una empresa alimentària, 1 d'una empresa de fabricació d'altres productes industrials, 3 d'empreses de construcció, 2 d'empreses de comerç i reparació d'automòbils, 3 d'empreses de transport, 2 d'empreses d'hostatgeria i restauració, 1 d'una empresa d'informació i comunicació, 1 d'una empresa financera, 1 d'una empresa immobiliària i 1 d'una empresa de serveis.
Dels 5 establiments de servei als particulars que hi havia el 2009, 2 eren tallers de reparació d'automòbils i de material agrícola, 1 paleta i 2 lampisteries.
L'únic establiment comercial que hi havia el 2009 era una fleca.
L'any 2000 a Sainte-Colombe-sur-Gand hi havia 31 explotacions agrícoles que ocupaven un total de 810 hectàrees.

## Equipaments sanitaris i escolars
El 2009 hi havia una escola elemental integrada dins d'un grup escolar amb les comunes properes formant una escola dispersa.

## Poblacions més properes
El següent diagrama mostra les poblacions més properes.